# Багебах
Багебах (нем. Baagebach) — река в Германии, протекает по земле Северный Рейн-Вестфалия, её речной индекс — 278512. Площадь бассейна реки составляет 7,6 км², а её общая длина — 5,619 км. Исток Багебаха расположен на высоте 83 метра, а устье — на высоте 71 метр над уровнем моря.
Река, беря своё начало южнее сельского округа Лисборн коммуны Вадерсло, течёт на восток, а потом на юг, впадая в Липпе с правой стороны к западу от Липпштадта. Багебах имеет два безымянных левых притока длиной 1,969 и 2,483 км соответственно. Почти на всей площади его водосбора земля используется в сельскохозяйственных целях.